# 드라큘라 2000
《드라큘라 2000》(영어: Dracula 2000 혹은 영어: Wes Craven Presents: Dracula 2000, 영어: Dracula 2001)은 2000년에 개봉한 미국의 흡혈귀 영화이다. 패트릭 루시에이가 연출하고, 제라드 버틀러, 크리스토퍼 플러머, 조니 리 밀러, 저스틴 와델 등이 출연하였다.
2003년 속편 비디오 영화 《드라큐라 2003》이 나왔다.

## 줄거리
2000년. 19세기 네델란드 내과의 아브라함 반헬싱의 후손 매슈 밴헬싱은 런던 카팩스 수도원에 차린 골동품점을 운영 중이다.
어느 날 밤에 밴헬싱이 위층에 있는 동안 비서 솔리나는 애인 마커스가 이끄는 강도단에게 문을 열어준다. 강도단은 금이 숨겨져있다고 짐작했던 지하 금고에서 가공할 방어 체계로 보호받고 있던 은관 하나만을 발견한다. 이들이 안에 고가의 물건이 들어있을 거라 짐작하고 관을 열려던 순간 숨겨져있던 덫에 걸려 둘이 사망한다. 살아남은 이들은 관을 들고 뉴올리언스로 도망한다.
관을 회수하기 위해 밴헬싱이 미국으로 향하자 런던에 남겨두려고 했던 조수 사이먼이 멋대로 뒤쫓아온다. 강도단은 비행기 안에서 관을 열고, 그 안에서 잠들어있던 드라큘라 백작을 발견한다. 드라큘라가 깨어나 강도단을 공격하면서 비행기는 루이지애나주 늪으로 추락하고, 이를 보도하던 방송 기자 밸러리도 드라큘라에게 물린다. 밴헬싱과 사이먼은 뉴올리언스에서 새로 흡혈귀로 변한 자들을 죽이는데, 사이먼은 자신이 좋아했던 솔리나는 차마 죽이지 못한다.
밴헬싱은 사이먼에게 실은 자신이 1897년에 드라큘라를 무릎 꿇렸던 진짜 아브라함 반헬싱이라고 밝힌다. 당시 드라큘라를 완전히 죽이지 못한 반헬싱은 이후 거머리로 빨아들인 드라큘라 피를 본인 몸에 정기적으로 주사하며 생명을 연장해 드라큘라를 감시해왔다. 하지만 현재는 드라큘라를 완전히 죽이는 법을 알아낸 상태이며, 드라큘라는 유독 기독교를 증오하고 은에 약하다는 사실을 사이먼과 공유한다. 또한 반헬싱은 딸 메리는 자신의 정체를 알게 된 친모가 영국 바깥으로 데리고 나갔는데, 드라큘라의 피를 주사한 이후에 갖게 된 자식이라 드라큘라와 정신 감응을 통한 유대로 연결돼있다고 밝힌다.
메리의 존재를 감지한 드라큘라는 메리가 있는 뉴올리언스로 온다. 친구 루시와 사는 대학생 메리는 최근 드라큘라가 나오는 생생한 악몽에 시달리고 있다. 드라큘라는 결국 사이먼 일행보다 먼저 메리가 루시와 사는 곳을 알아내고, 집에 혼자 있던 루시와 성관계를 맺던 중 루시를 흡혈귀로 만든다. 밖에 나가있던 메리는 다행히 사이먼이 먼저 찾아내지만, 메리는 반헬싱과 재회하길 거절하고 그 사이 드라큘라는 반헬싱을 죽여버린다.
메리는 세 명의 드라큘라 신부 솔리나, 루시, 밸러리에게서 위협을 받다가 늑대와 인간 형상을 오가는 드라큘라로부터 공격을 받는다. 사이먼이 나타나 총을 쏘자 드라큘라는 박쥐로 변해 흩어졌다가 결국 메리를 납치해 지붕 위에서 목을 깨물어 변화시키고 메리는 드라큘라의 과거를 들여다볼 수 있게 된다. 드라큘라의 실체는 바로 은 삼십을 위해 예수를 배신한 12사도 중 하나인 가리옷 사람 유다였다. 예수가 십자가형에 처한 뒤 유다는 목을 매달아 자살하려 했지만 밧줄이 끊어지면서 살아남았고, 벌로써 2000년 동안 흡혈귀로 사는 저주에 걸렸던 것.
드라큘라는 메리에게 사이먼을 물라고 명령하지만 메리는 무는 시늉만 하고 사이먼을 칼로 죽이는 척 하다가 사이먼과 함께 드라큘라와 세 명의 신부들을 공격한다. 이 과정에서 사이먼은 솔리나를 죽이고, 분노한 드라큘라는 메리를 지붕 위에서 집어던지려고 한다. 그러나 메리는 드라큘라의 목을 거대한 십자가에 연결된 줄에 감아버린다. 마치 2000년 전 상황이 재현된 것 같은 상황. 이번엔 줄이 끊어지지 않고, 드라큘라는 죽기 전 "널 풀어주겠다"는 말로 흡혈 행위의 저주에서 메리를 해방시킨 뒤 일광에 불타오른다.
그러나 드라큘라가 정말 죽었다고 확신할 수 없는 메리는 카팩스 수도원 지하에 그의 사체를 가둬놓고 감시하기로 결심하며 자신은 아브라함 반헬싱의 딸임을 확언한다.

## 출연
- 조니 리 밀러 - 사이먼 셰퍼드 역
- 저스틴 와델 - 메리 헬러 / 메리 밴헬싱 역
- 제라드 버틀러 - 드라큘라 / 유다 이스카리옷 역
- 제니퍼 에스포지토 - 솔리나 역
- 크리스토퍼 플러머 - 아브라함 반헬싱 역
- 콜린 피츠패트릭 - 루시 역
- 대니 매스터슨 - 나이트셰이드 역
- 제리 라이언 - 밸러리 샤프 역
- 로클린 먼로 - 에디 역
- 숀 패트릭 토머스 - 트릭 역
- 오마 엡스 - 마커스 역
- 셰인 웨스트 - J.T. 역
- 네이선 필리언 - 데이비드 신부 역
- 데이비드 J. 프랜시스 - 예수 역

## 우리말 녹음
| KBS 성우진 (2003년 7월 29일) - 이규화 - 드라큘라(제라드 버틀러) - 이선 - 메리(저스틴 와델) - 구자형 - 사이먼(조니 리 밀러) - 유강진 - 반헬싱(크리스토퍼 플러머) - 오수경 - 밸러리(제리 라이언) - 배정미 - 루시(콜린 피츠패트릭) - 송덕희 - 솔리나(제니퍼 에스포지토) - 김소형 - 마커스(오마 엡스) - 이재용 - 트릭(숀 패트릭 토머스) - 성완경 - 나이트셰이드(대니 매스터슨) - 윤병화 - 신부(네이선 필리언) - 사성웅 - 에디(로클린 먼로) | SBS 성우진 (2006년 7월 2일) - 성완경 - 드라큘라(제라드 버틀러) - 문선희 - 메리(저스틴 와델) - 홍시호 - 사이먼(조니 리 밀러) - 김규식 - 반헬싱(크리스토퍼 플러머) - 송연희 - 밸러리(제리 라이언) - 배정미 - 루시(콜린 피츠패트릭) - 장혜선 - 솔리나(제니퍼 에스포지토) - 이상범 - 마커스(오마 엡스) - 송준석 - 트릭(숀 패트릭 토머스) - 표영재 - 나이트셰이드(대니 매스터슨) - 류다무현 - 에드(로클린 먼로) |  |